# Roberto Buitrago
Roberto "Pajarito" Buitrago Dueñas (Guayatá, Boyacá, Colombia, 13 de enero de 1937) es un ciclista colombiano de ruta actualmente retirado que ganó la Vuelta a Colombia en 1962, triunfando sobre Martín Emilio Rodríguez por una diferencia de solo 8 segundos. También fue segundo y tercero de la misma competencia en las ediciones de 1960 y 1961. Buitrago también fue ganador de la montaña en la Vuelta a Guatemala de 1958.

## Palmarés
- Vuelta a Colombia
  - 2.º en la clasificación general de la Vuelta a Colombia 1960
  - 3.º en la clasificación general de la Vuelta a Colombia 1961
  - 1.º en la clasificación general de la Vuelta a Colombia 1962
  - 6 victorias de etapa en 1957, 1960 (2), 1961 y 1962 (2).[5]

- Campeonato de Colombia de Ciclismo en Ruta
  - 2.º en el Campeonato de Colombia en Ruta  en 1962